# Futbol'ny Klub Tarpeda-BelAZ Žodzina
Il Futbol'ny Klub Tarpeda-BelAZ Žodzina (in bielorusso: Футбольны Клуб Тарпеда-БелАЗ Жодзіна; in russo Торпедо-БелАЗ Жодино?, Torpedo-BelAZ Žodino; traslitterazione anglosassone: Torpedo-BelAZ Zhodino) è una società calcistica bielorussa con sede nella città di Žodzina. Disputa la massima divisione del campionato di calcio bielorusso e gioca le partite interne nel piccolo impianto dello Stadio Torpedo (3 020 posti).

## Storia
Fra gli anni '70 e '80 del XX secolo ha avuto il suo periodo di maggior splendore con la vittoria di 4 titoli nazionali.
Nel 2016 ha vinto la Coppa di Bielorussia per la prima volta nella sua storia, battendo in finale ai tiri di rigore il BATĖ.
Negli anni duemiladieci si mantiene costantemente nella massima divisione con discreti piazzamenti. Nel 2018 ha concluso il campionato di Vyšėjšaja Liha al quinto posto.

## Cronistoria del nome[1]
- Dal 1961 al 1967: Raketa Žodzina
- Dal 1967 al 1969: Aŭtazavodzec Žodzina
- Dal 1969 al 1988: Torpedo Žodzina
- Dal 1989 al 1992: BelAZ Žodzina
- Dal 1992 al 2010: Torpedo Žodzina
- Dal 2011: Torpedo-BelAz Žodzina

## Palmarès

### Competizioni nazionali
- Campionato di calcio bielorusso: 4

1970, 1971, 1980, 1981
- Kubak Belarusi: 2

2015-2016, 2022-2023
- Supercoppa di Bielorussia: 1

2024
- Peršaja Liha: 1

2001

### Altri piazzamenti
- Campionato bielorusso:

Terzo posto: 2020, 2023, 2024
- Coppa di Bielorussia:

Finalista: 2009-2010, 2024-2025
Semifinalista: 2012-2013, 2020-2021, 2023-2024
- Supercoppa di Bielorussia:

Finalista: 2011, 2017

## Statistiche

### Partecipazione alle coppe europee
| Anno    | Competizione       | Turno | Squadra      | Andata | Ritorno | Totale |
| ------- | ------------------ | ----- | ------------ | ------ | ------- | ------ |
| 2010–11 | UEFA Europa League | 1Q    | Fylkir       | 3–0    | 3–1     | 6-1    |
| 2010–11 | UEFA Europa League | 2Q    | OFK Belgrado | 2–2    | 0–1     | 2-3    |
| 2015–16 | UEFA Europa League | 1Q    | Kukësi       | 0–2    | 0–0     | 0-2    |
| 2016–17 | UEFA Europa League | 2Q    | Debrecen     | 2–1    | 1–0     | 3-1    |
| 2016–17 | UEFA Europa League | 3Q    | Rapid Vienna | 0–0    | 0–3     | 0-3    |

## Organico

### Rosa 2020
Rosa e numeri da sito ufficiale
| N. |                        | Ruolo | Calciatore          |
| -- | ---------------------- | ----- | ------------------- |
| 1  | Bielorussia (bandiera) | P     | Uladzimir Bushma    |
| 3  | Russia (bandiera)      | D     | Vitalij Ustinov     |
| 6  | Bielorussia (bandiera) | C     | Kirill Premudrov    |
| 8  | Brasile (bandiera)     | C     | Gabriel Ramos       |
| 9  | Bielorussia (bandiera) | C     | Ilya Kukharchik     |
| 10 | Bielorussia (bandiera) | C     | Andrey Khachaturyan |
| 11 | Bielorussia (bandiera) | C     | Denis Levitskiy     |
| 13 | Bielorussia (bandiera) | C     | Mikita Nikalaevič   |
| 16 | Bielorussia (bandiera) | D     | Dzimitryj Alisejka  |
| 17 | Ucraina (bandiera)     | C     | Dmytro Jusov        |
| 18 | Bielorussia (bandiera) | D     | Uladzimir Ščėrba    |
| 19 | Bielorussia (bandiera) | C     | Kirill Leonovich    |
| 20 | Brasile (bandiera)     | C     | Lipe Veloso         |
| 21 | Bielorussia (bandiera) | D     | Maksim Bardačoŭ     |

| N. |                        | Ruolo | Calciatore          |
| -- | ---------------------- | ----- | ------------------- |
| 25 | Bielorussia (bandiera) | C     | Yury Pavlyukovets   |
| 30 | Ucraina (bandiera)     | P     | Rodion Syamuk       |
| 33 | Bielorussia (bandiera) | A     | Valery Gorbachik    |
| 35 | Bielorussia (bandiera) | P     | Aleh Yankowski      |
| 55 | Bielorussia (bandiera) | C     | Mikita Kaplenka     |
| 77 | Bielorussia (bandiera) | C     | Michail Afanas'eŭ   |
| 81 | Bielorussia (bandiera) | D     | Mikita Scjapanaŭ    |
| 88 | Russia (bandiera)      | D     | Dmitrij Jašin       |
| 90 | Bielorussia (bandiera) | A     | Dzmitryj Ancileŭski |
| 92 | Russia (bandiera)      | P     | Aleksei Kozlov      |
| 99 | Bielorussia (bandiera) | A     | Vasily Zhurnevich   |
|    | Bielorussia (bandiera) | C     | Arcëm Salavej       |
|    | Bielorussia (bandiera) | C     | Anton Bahdanaw      |
|    | Bielorussia (bandiera) | P     | Pavel Silich        |